# Başpınar, Saraykent
Başpınar là một xã thuộc huyện Saraykent, tỉnh Yozgat, Thổ Nhĩ Kỳ. Dân số thời điểm năm 2010 là 317 người.